# Lucas von Spreckelsen (Ratsherr)
Lucas von Spreckelsen (* 18. Januar 1602 in Hamburg; † 9. Dezember 1659 ebenda) war ein Hamburger Ratsherr.

## Herkunft und Familie
Spreckelsen war ein Sohn des Oberalten im Kirchspiel Sankt Katharinen und Ratsherrn Peter von Spreckelsen († 1630) aus dessen Ehe mit Anna Beckmann (1582–1648), Tochter des Oberalten im Kirchspiel Sankt Petri Lucas Beckmann (1546–1614).
Am 31. Oktober 1636 heiratete er Anna Rentzel 1661 auf Dronningborg in Dänemark (* 1614), Tochter des Oberalten im Kirchspiel Sankt Katharinen und Ratsherrn Hermann Rentzel (1576–1657). Von den Kindern starben der Hamburger Advokat Hermann (1640–1683) und die Tochter Martha unverheiratet. Die Tochter Anna heiratete den Hamburger Kaufmann Jobst von Overbeck auf Dronningborg (1629–1705).

## Leben und Wirken
Spreckelsen wurde 1644 Kämmereibürger in Hamburg und im Jahr 1650 zum Ratsherrn gewählt. 1655 und 1656 war er zudem Prätor.
Seine Witwe stiftete der ehemaligen Hauptkirche Sankt Nikolai einen Taufstein und den Altar.